# 蒙洛朗
蒙洛朗（法語：Mont-Laurent，法語發音：[mɔ̃ loʁɑ̃]）是法国大東部大區阿登省的一个市镇，属于勒泰勒区。

## 地理
蒙洛朗（49°28'12"N, 4°28'50"E）面积6.83 平方千米，位于法国大東部大區阿登省，该省份为法国北部内陆省份，西接埃纳省，南至马恩省，东临默兹省，北与比利时接壤。
与蒙洛朗接壤的市镇（或旧市镇、城区）包括：昂布利-弗勒里、日夫里、梅尼勒阿内勒、索尔斯尚珀努瓦斯、瑟伊。

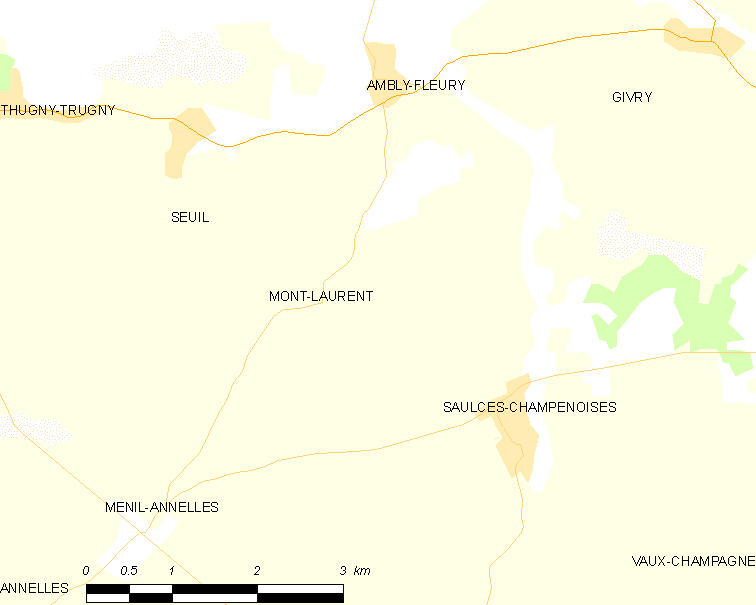
蒙洛朗的OSM定位图

蒙洛朗的时区为UTC+01:00、UTC+02:00（夏令时）。

## 行政
蒙洛朗的邮政编码为08130，INSEE市镇编码为08306。

## 政治
蒙洛朗所属的省级选区为勒泰勒县。

## 人口

1962-2008年间蒙洛朗人口变化图示

蒙洛朗于2022年1月1日时的人口数量为51人。